# Caveiro
O Caveiro é uma elevação portuguesa localizada no concelho das Lajes do Pico, ilha do Pico, arquipélago dos Açores.
Este acidente geológico tem o seu ponto mais elevado a 1076 metros de altitude acima do nível do mar. Nas imediações desta formação localizam-se o Cabeço Raso e o Escalvado.
Encontra-se na Longitude de 28º 02’ Oeste e na Latitude de 38º 25’ Norte